# Jürgen Wieshoff

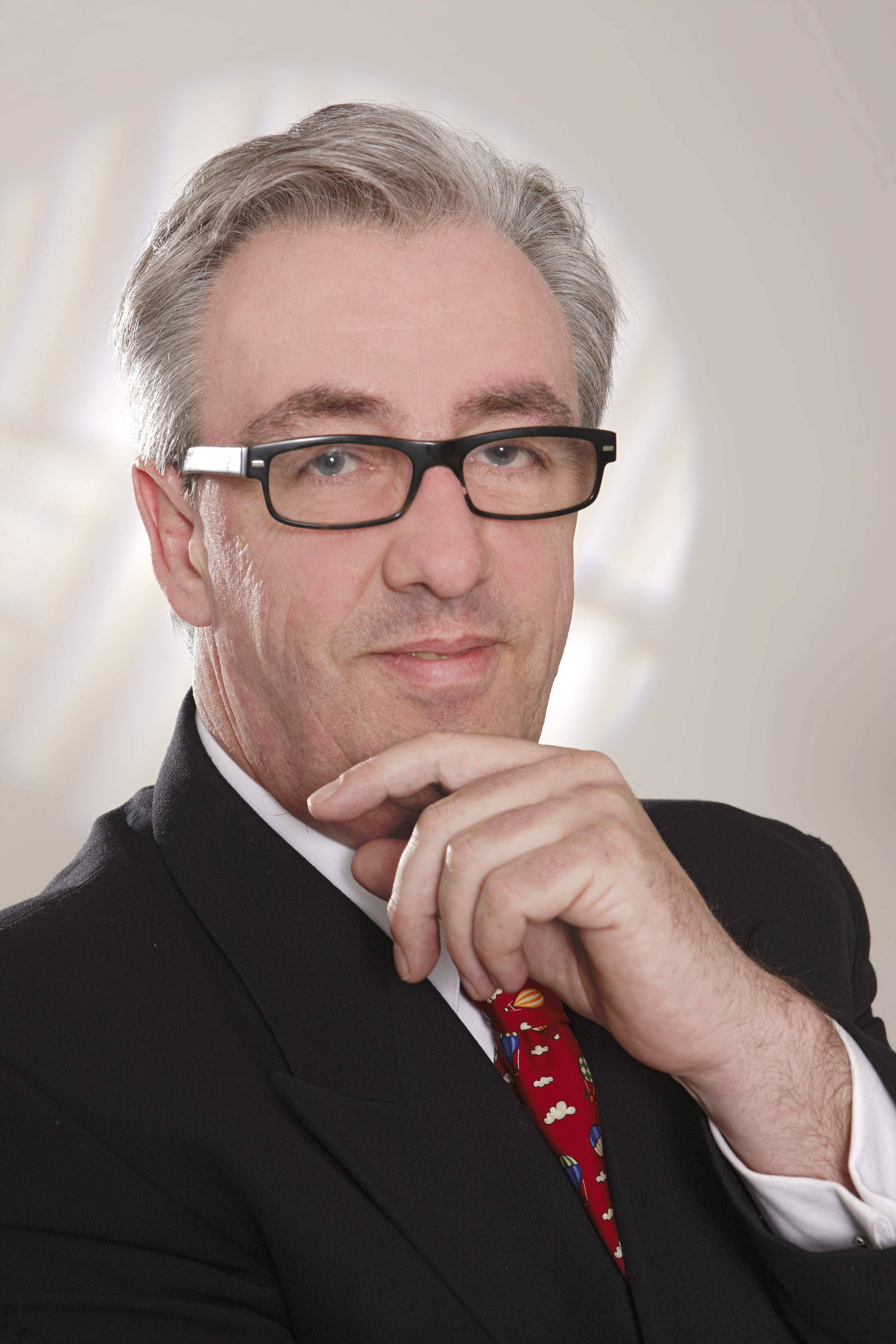
Juergen Wieshoff

Jürgen Wieshoff (* 1961 in Rheydt) ist ein deutscher Journalist, Autor und Erfinder.

## Leben
Wieshoff absolvierte nach einer Ausbildung zum technischen Zeichner ein Studium an der Fachhochschule Darmstadt, Fachrichtung Maschinenbau und Industriedesign. 1983 erwarb er den Privatpilotenschein für Freiballonführer und 1985 als damals jüngster Ausbilder Deutschlands die Fluglehrerlizenz. 1992 publizierte er im Tomus Verlag/München sein erstes Buch „Fröhliches Wörterbuch Ballonfahren“. In der Reihe der fröhlichen Wörterbücher erschien 2001 sein zweiter Band, „Fröhliches Wörterbuch Macintosh“
1993 bis 1996 leitete er die US-Niederlassung einer deutschen IT-Sicherheitsfirma und nutzte seine gewonnene USA-Erfahrung zur Veröffentlichung der „Schnäppchenführer Florida“ und „Schnäppchenführer Kalifornien“ (Verlag Fink, Kümmerly und Frey, Herausgeber Heinz Waldmüller). Diese Schnäppchenführer waren angeblich die ersten auf dem deutschen Buchmarkt, die die Auflistung der Einkaufsmöglichkeiten mit den Funktionen eines Reiseführers kombinierten. Neben seiner Tätigkeit als Autor arbeitet er als freier Journalist im Bereich Touristik, EDV und klassische Fahrzeuge, als Herausgeber und Chefredakteur des kostenlosen digitalen Yacht-Magazins "Yacht-Log" sowie des englischsprachigen Magazins für neue Energien "Clean Energy Magazine". Wieshoff ist Erfinder verschiedener Sicherheitseinrichtungen für Datenverarbeitungsgeräte. Durch seine Erfindungen wurde Jürgen Wieshoff 1996 gemeinsam mit seinem Bruder Rainer Wieshoff als eines der ersten Unternehmen in Deutschland mit dem „Hidden Champion“ ausgezeichnet, einem von Hermann Simon geprägten Begriff zur Bezeichnung relativ unbekannter Unternehmen, die in ihrer Branche weltweit Marktführer sind.

## Auszeichnungen und Ehrungen
- 1996 Hidden Champion

## Werke

### Fröhliche Wörterbücher
- Fröhliches Wörterbuch Ballonfahren (1992) ISBN 978-3823100843
- Fröhliches Wörterbuch Ballonfahren (Neuauflage 2020) ISBN 978-3947525010
- Fröhliches Wörterbuch Macintosh (2001) ISBN 978-3823110569
- Fröhliches Wörterbuch Donald Trump ISBN 978-3947525669

### Reiseführer
- Schnäppchenführer Florida (1999) ISBN 3771810280
- Schnäppchenführer Kalifornien (2000) ISBN 978-3771810238

### Kinderbücher
- Happy the Christmas Squirrel (2024) ISBN 978-3947525331
- Happy the Christmas Squirrel Colouring Book (2024) ISBN 978-3947525355